# Michael Miskovez
Michael Miskovez (* 29. August 1997 in Baden) ist ein österreichischer Handballspieler.

## Karriere
Miskovez begann in seiner Jugend beim Vöslauer HC Handball zu spielen. Mit den Niederösterreichern belegte er 2012 den zweiten Platz bei den unter 14 Staatsmeisterschaften. 2013 wechselte der Rechtshänder in die Jugend der Füchse Berlin. 2016/17 wechselte Miskovez in die österreichische Handball Liga Austria zur SG Handball Westwien. Bereits ein Jahr später wurde er von Handball Tirol verpflichtet. 2021/22 lief der Rückraumspieler im EHF European Cup und damit erstmals in einem internationalen Bewerb auf. 2024/25 konnte er mit den Tirolern den öerreichischen Pokalbewerb gewinnen.
Im März 2022 wurde Miskovez unter Teamchef Aleš Pajovič erstmals in die österreichische Männer-Handballnationalmannschaft einberufen.
2023 gewann er als Teil der österreichischen Männer-Handballnationalmannschaft die Kempa-Trophy in Tunesien. Bei der Weltmeisterschaft 2025 warf er ein Tor in sechs Spielen und belegte mit der Auswahl den 17. Platz.

## Sonstiges
Miskovez ist Sohn der ehemaligen Handballtorfrau Natascha Rusnachenko.

## Erfolge
- Handball Tirol
  - 1× Österreichischer Pokalsieger 2024/25